# Drosophila malagassya
Drosophila malagassya este o specie de muște din genul Drosophila, familia Drosophilidae, descrisă de Tsacas și José Albertino Rafael în anul 1982.
Este endemică în Madagascar. Conform Catalogue of Life specia Drosophila malagassya nu are subspecii cunoscute.